# Ward Leonard-hajtás
A Ward Leonard-hajtás az egyik legáltalánosabban használt hajtás volt egyenáramú hajtómotorok számára. Az első Ward Leonard-hajtással üzemelő mozdonyt 1891-ben helyezték üzembe. Sokáig ez volt az egyetlen hajtástípus, ahol a motorok fordulatszámát széles tartományban, fokozatmentesen lehetett szabályozni. Mára az elektronikus hajtások szinte teljesen kiszorították.

## Működése

A Ward Leonard-hajtás egy lehetséges megvalósításának vázlata
Az M motor meghajtja a 2 főgenerátort és a 3 gerjesztőgenerátort. A 2 generátor kimeneti feszültségét az 5 szabályozó ellenállás segítségével a gerjesztőáram nagyságával szabályozza Az Ua feszültség kapcsolódik a 4 motor kapcsaira, amelynek fordulatszáma az Ua feszültségtől függ

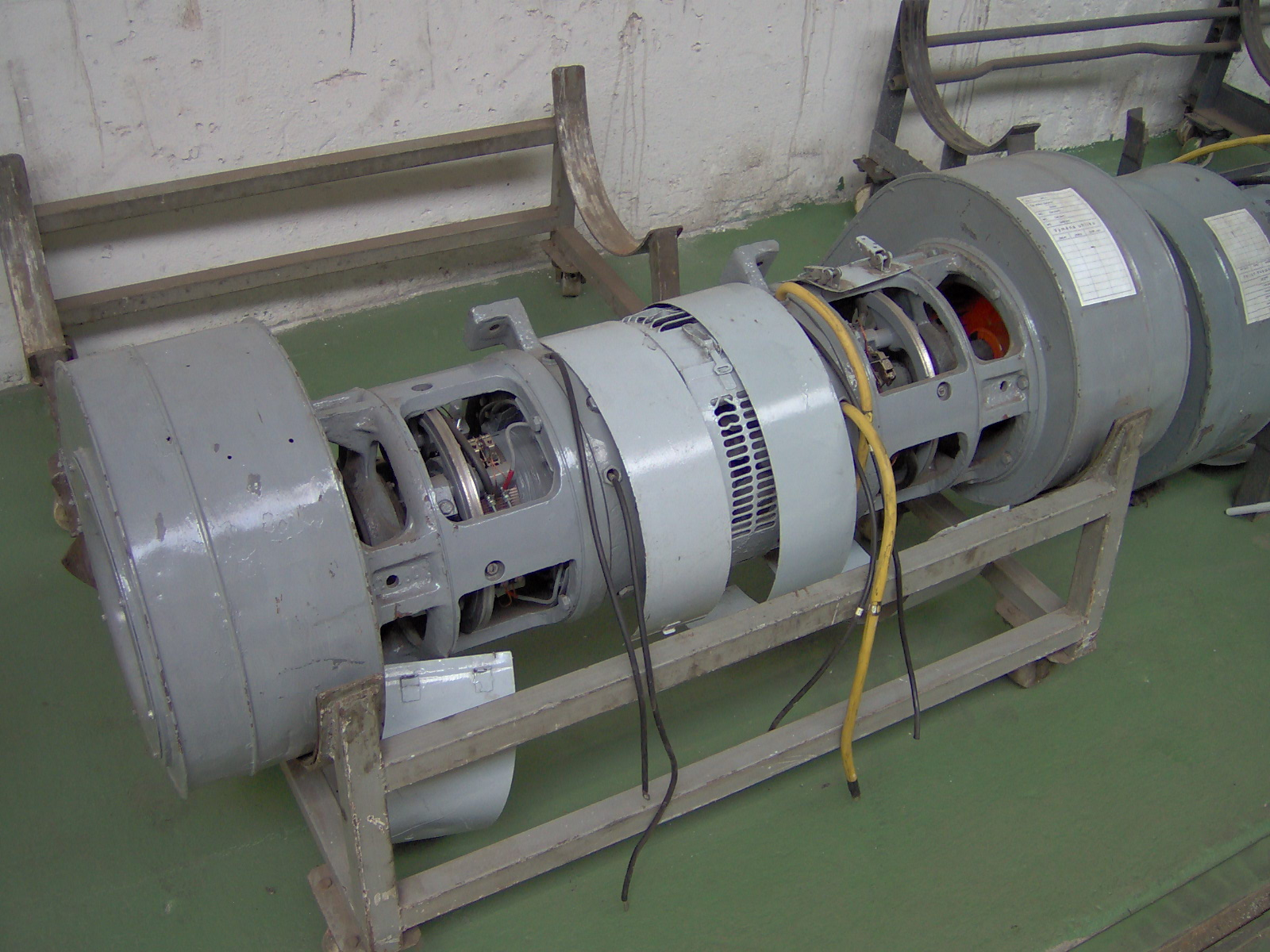
Tatra T2 és Tatra T3 villamosok Ward Leonard-hajtásának motorgenerátor gépcsoportja

A hajtás egy motor által hajtott egyenáramú generátorból és egy egyenáramú motorból áll. A generátort a motor állandó (vagy közel állandó) fordulatszámmal hajtja. A hajtás szabályozása a generátor gerjesztésének szabályozásával történik.
A generátort meghajtó motor a rendelkezésre álló lehetőségeknek megfelelően lehet:
- Egyenáramú motor
- Szinkron motor
- Aszinkron motor
- Belső égésű motor
- Külső égésű motor, például gőzgép és Stirling-motor

## Hatásfokának minőségi elemzése
A hajtás hatásfoka a részt vevő gépek hatásfokának szorzata: ή=ή1ή2ή4 (A gerjesztő gép teljesítménye jó közelítéssel elhanyagolható)
Mivel a hajtást alkotó gépek teljesítménye közel azonos, ezért a hatásfokuk is nagy mértékben hasonló, ezért a ή=ή13 közelítéssel lehet élni.
Névleges teljesítményű üzemnél gépenként 95% hatásfokot feltételezve a hajtás hatásfoka ή=0,953=0.857
Alacsony fordulaton névleges nyomatékkal terhelve a hajtást, a 2 generátor gerjesztése alacsony, tehát a vasvesztesége alacsony, azonban a névleges árammal van terhelve, tehát a rézvesztesége megegyezik a névleges üzemben jelentkező rézveszteséggel. A 4 motor gerjesztése állandó, tehát a vasvesztesége megegyezik a névleges üzemben mérttel, a névleges nyomaték miatt a motor árama névleges tehát a rézveszteségről ugyan ez mondható el, így a motor teljes vesztesége megegyezik a névleges üzemben mérttel.
Az 1 generátor terhelése alacsony, ezért az árama is a névleges alatt marad, így a rézvesztesége alacsony, azonban mivel a táplálófeszültsége állandó a vasvesztesége megegyezik a névleges terhelésen mérttel.
A fentiekből látszik, hogy részterheléskor a hajtás hatásfoka jelentősen romlik a névleges üzemhez képest.

## Összehasonlítása az elektronikus motorvezérléssel

### Az elektronikus hajtás előnyei
- Kisebb méret
- Kiegyensúlyozottabb hatásfok
- Nincsenek a forgógépes gépcsoportból adódó rezgések
- Kisebb melegedés (adódik a jobb hatásfokból)

### A Ward Leonard-hajtás előnyei
- A forgógépes üzemből adódóan érzéketlen a betápláló hálózat tranziens és rövid idejű zavaraira
- Szinkrongépes meghajtás esetén alkalmas a hálózaton fáziskompenzálásra

## Felhasználási területei
- Vasúti vontatás
- Síliftek
- Felvonók
- A Clark Ádám úszódaru[3]
- Szerszámgépek[4]
- Hengerművek[5]
- Egyéb vezérelt/szabályzott hajtások